# دورة الألعاب للأندية العربية للسيدات 2020
دورة الألعاب للأندية العربية للسيدات 2020 هي النسخة الخامسة من دورة الألعاب للأندية العربية للسيدات التي استضافتها إمارة الشارقة بالإمارات العربية المتحدة خلال الفترة من 2 فبراير 2020 وحتى 12 فبراير 2020.

## المشاركات
انطلقت فعاليات النسخة الخامسة من دورة الألعاب للأندية العربية للسيدات، والتي نظمتها مؤسسة الشارقة لرياضة المرأة واستضافها نادي الشارقة الرياضي للمرأة، في 2 فبراير (شباط) 2020 بمشاركة أكثر من 1000 لاعبة يمثلن 78 فريقًا رياضيًّا من 18 دولة عربية هي ليبيا والجزائر والكويت وفلسطين والعراق والسودان واليمن وسلطنة عمان وقطر والبحرين ولبنان وتونس ومصر والأردن وجزر القمر وسوريا والمغرب والإمارات العربية المتحدة في تسع رياضات جماعية وفردية هي الكرة الطائرة وكرة الطاولة وكرة السلة والرماية، والقوس والسهم والمبارزة وألعاب القوى والفروسية والكاراتيه.

### الفرق المُشاركة
| اللعبة        | الفرق المشاركة                   | الدولة                   |
| ------------- | -------------------------------- | ------------------------ |
| كرة السلة     | فريق نادي سبورتنغ                | مصر                      |
| كرة السلة     | فريق نادي الأمل                  | تونس                     |
| كرة السلة     | فريق نادي الفحيص                 | الأردن                   |
| كرة السلة     | فريق نادي الشارقة الرياضي للمرأة | الإمارات العربية المتحدة |
| كرة السلة     | فريق نادي المجمع البترولي        | الجزائر                  |
| كرة السلة     | فريق نادي الفتاة                 | الكويت                   |
| كرة السلة     | فريق نادي الساحل                 | سوريا                    |
| كرة السلة     | فريق نادي الرفاع                 | البحرين                  |
| كرة السلة     | فريق نادي إيليت أثليتس           | الإمارات العربية المتحدة |
| الكرة الطائرة | نادي تلدرة                       | سوريا                    |
| الكرة الطائرة | نادي المجمع البترولي             | الجزائر                  |
| الكرة الطائرة | النادي الأهلي البحريني           | البحرين                  |
| الكرة الطائرة | نادي دي لاسال                    | الأردن                   |
| الكرة الطائرة | فريق نادي الشارقة الرياضي للمرأة | الإمارات العربية المتحدة |
| الكرة الطائرة | النادي الصفاقصي التونسي          | تونس                     |
| الكرة الطائرة | فريق نادي سبورتنغ                | مصر                      |
| الكرة الطائرة | نادي الوصل                       | الإمارات العربية المتحدة |
| ألعاب القوى   | فريق نادي الشارقة الرياضي للمرأة | الإمارات العربية المتحدة |
| ألعاب القوى   | نادي البشائر                     | سلطنة عمان               |
| ألعاب القوى   | نادي جامعة الاميرة نورة          | المملكة العربية السعودية |
| ألعاب القوى   | نادي الإمارات الرياضي الثقافي    | الإمارات العربية المتحدة |
| ألعاب القوى   | نادي الفتاة                      | الكويت                   |
| ألعاب القوى   | النادي الأهلي البحريني           | البحرين                  |
| كرة الطاولة   | فريق نادي الشارقة الرياضي للمرأة | الإمارات العربية المتحدة |
| المبارزة      | فريق نادي الشارقة الرياضي للمرأة | الإمارات العربية المتحدة |
| الرماية       | نادي البحرين للرماية             | البحرين                  |
| الرماية       | فريق نادي الشارقة الرياضي للمرأة | الإمارات العربية المتحدة |
| الفروسية      | فريق نادي الشارقة الرياضي للمرأة | الإمارات العربية المتحدة |
| القوس والسهم  | نادي البحرين للقوس والسهم        | البحرين                  |
| القوس والسهم  | فريق نادي الشارقة الرياضي للمرأة | الإمارات العربية المتحدة |
| الكاراتيه     | نادي البنك الأهلي                | مصر                      |
| الكاراتيه     | نادي مركز البحرين                | البحرين                  |
| الكاراتيه     | فريق نادي الشارقة الرياضي للمرأة | الإمارات العربية المتحدة |
| الكاراتيه     | نادي الفتاة                      | الكويت                   |

## الملاعب
أقيمت فعاليات دورة الألعاب للأندية العربية للسيدات لعام 2020 على 13 ملعبا وصالة رياضية في إمارة الشارقة، حيث استضاف نادي الثقة للمعاقين مسابقات ألعاب القوى وتحديات القوس والسهم، كما استضاف نادي الشارقة للفروسية منافسات الفروسية، واستضاف نادي الشارقة الرياضي بالحزانة منافسات وتدريبات الكاراتيه وكرة الطاولة والمبارزة والقوس والسهم، بينما استضافت الصالات الرياضية التابعة لنادي الشارقة الرياضي في سمنان منافسات كرة السلة كما استضافت صالة نادي الذيد الرياضي منافسات وتدريبات الرماية، على حين كانت صالة صالة مركز الطفل بالجزات مسرحا لتدريبات المبارزة، بينما، وكانت المرافق الرياضية التابعة لمؤسسة سجايا فتيات الشارقة مسرحا لتدريبات كرة السلة والكرة الطائرة، وشهدت صالات وملاعب جامعة الشارقة والجامعة الأمريكية في الشارقة تدريبات كرة السلة والطائرة بينما خصصت صالات مركز شباب الشارقة لتدريبات المبارزة وخصصت صالات نادي الشارقة لرياضات الدفاع عن النفس لتدريبات الكاراتيه، وخصصت صالة ناشئة واسط بالشارقة لإقامة تدريبات ألعاب كرة السلة والكرة الطائرة.

## الميداليات والنتائج
احتلت لاعبات نادي الشارقة الرياضي للمرأة صدارة هذه النسخة من دورة الألعاب للأندية العربية للسيدات بعدما استطعن حصد أكبر عدد من الميداليات في الألعاب المختلفة خلال البطولة، والذي بلغ 40 ميدالية ملونة منها 13 ميدالية ذهبية و13 مدالية فضية و14 ميدالية برونزية، واحتلت لاعبات النادي الأهلي البحريني المركز الثاني من حيث عدد الميداليات برصيد 18 ميدالية ملونة منها 13 ميدالية ذهبية و4 ميداليات فضية وميدالية برونزية واحدة، على حين جاء نادي البحرين البحريني في المرتبة الثالثة برصيد 17 ميدالية ملونة منها 4 ميداليات ذهبية و6 ميداليات فضية و7 ميداليات برونزية.

### الألعاب الجماعية

#### كرة السلة
حصلت اللاعبة المصرية هاجر عامر لاعبة نادي سبورتنغ المصري على جائزة أفضل لاعبة في منافسات كرة السلة خلال البطولة. ويوضح الجدول التالي الأندية التي احتلت المراكز الأولى في منافسات كرة السلة خلال هذه النسخة من البطولة:
| المركز الأول        | المركز الثاني       | المركز الثالث      | المركز الرابع        |
| نادي الفحيص الأردني | نادي سبورتنغ المصري | نادي الأمل التونسي | نادي المجمع البترولي |

#### الكرة الطائرة
حصلت اللاعبة الجزائرية كهينة شطوط لاعبة المجمع البترولي الجزائري على لقب أفضل لاعبة معدّ، واحتلت اللاعبة الجزائرية زوهرة بنت سالم لاعبة المجمع البترولي الجزائري المركز الثاني بين أفضل اللاعبات في منافسات الكرة الطائرة خلال هذه النسخة من البطولة، على حين جاءت اللاعبة المصرية نرمين إبراهيم لاعبة نادي سبورتنغ كثالث أفضل لاعبة في منافسات الكرة الطائرة خلال البطولة. ويوضح الجدول التالي الأندية التي احتلت المراكز الأولى في منافسات الكرة الطائرة خلال هذه النسخة من البطولة:
| المركز الأول         | المركز الثاني       | المركز الثالث           | المركز الرابع               |
| نادي المجمع البترولي | نادي سبورتنغ المصري | النادي الصفاقصي التونسي | نادي الشارقة الرياضي للمرأة |

### الألعاب الفردية

#### ألعاب القوى
يوضح الجدول التالي أسماء اللاعبات اللاتي حققن المراكز الأولى في منافسات ألعاب القوى خلال هذه النسخة من البطولة:
| المسابقات          | المركز الأول                                | المركز الثاني                                     | المركز الثالث                                 |
| رمي القرص          | فاطمة الحوسني (نادي الشارقة الرياضي للمرأة) | نورة جاسم                                         | زكية خلفان (نادي البشائر العماني)             |
| رمي الرمح          | مروة الجسمي (نادي الشارقة الرياضي للمرأة)   | جواهر المازمي (نادي الشارقة الرياضي للمرأة)       | سارة انور المزين (نادي الفتاة)                |
| سباق الوثب العالي  | منى جهاد (النادي الأهلي البحريني)           | رغد حبيب (نادي جامعة الاميرة نورة)                | سارة انور المزين (نادي الفتاة)                |
| الوثب الطويل       |                                             |                                                   | منى جهاد (النادي الأهلي البحريني)             |
| سباق 200 متر       | هاجر الخالدي (النادي الأهلي البحريني)       | ورود خلفان (نادي البشائر العماني)                 | بثينة السويدي (نادي الشارقة الرياضي للمرأة)   |
| سباق 400 متر حواجز | صالحة جاسم (النادي الأهلي البحريني)         | فرح راشد (نادي الفتاة)                            | تحرير راشد (نادي الإمارات الرياضي الثقافي)    |
| سباق 400 متر       | ايمان عيسى (النادي الأهلي البحريني)         | صالحة جاسم (النادي الأهلي البحريني)               |                                               |
| سباق 800 متر       | منال البحراوي (النادي الأهلي البحريني)      | أمل يوسف (نادي الفتاة)                            | مهرة عبد الرحيم (نادي الشارقة الرياضي للمرأة) |
| سباق 10000 متر     | بونيتو ايداو (النادي الأهلي البحريني)       | رقية محمد المرزقي (نادي الإمارات الرياضي الثقافي) | تحرير راشد (نادي الإمارات الرياضي الثقافي)    |
| سباق 100 متر عدو   | هاجر العميري (النادي الأهلي البحريني)       | مروة العجوز (النادي الأهلي البحريني)              |                                               |
| سباق 1500 متر      | مارتا هيرماتو (النادي الأهلي البحريني)      | منال البحراوي (النادي الأهلي البحريني)            |                                               |
| سباق 5000 متر      | بونيتو ايداو (النادي الأهلي البحريني)       | غد السلماني                                       |                                               |
| سباق 100 متر تتابع | النادي الأهلي البحريني                      | نادي الفتاة                                       | نادي جامعة الاميرة نورة                       |

#### القوس والسهم
يوضح الجدول التالي أسماء اللاعبات اللاتي حققن المراكز الأولى في منافسات القوس والسهم خلال هذه النسخة من البطولة:
| المسابقات                                | المركز الأول                | المركز الثاني                  | المركز الثالث         | المركز الرابع  |
| منافسات الفردي                           | مريم عيسى نجم               | رند سعد المشهداني              | سارة عبد الرحمن مرزوق | سارة سامي سلوم |
| منافسات فردي المستوى الأول للمجموع العام |                             | مريم عيسى نجم                  | سارة عبد الرحمن مرزوق |                |
| منافسات الفرق                            | نادي الشارقة الرياضي للمرأة | فريق نادي البحرين للقوس والسهم |                       |                |

#### الكاراتيه
يوضح الجدول التالي أسماء اللاعبات اللاتي حققن المراكز الأولى في منافسات الكاراتيه خلال هذه النسخة من البطولة:
| المسابقات                      | المركز الأول                | المركز الثاني    | المركز الثالث  | المركز الرابع |
| مسابقة القتال الجماعي          | نادي الشارقة الرياضي للمرأة |                  | نادي البحرين   | نادي الفتاة   |
| وزن أقل من 50 كيلوغرام - فردي  |                             | رحمة عمر العباسي |                |               |
| وزن أقل من 61 كيلوغرام - فردي  |                             |                  | أسرار علي أحمد |               |
| وزن أقل من 68 كيلوغرام - فردي  |                             |                  | نورة محمد حسن  |               |
| وزن أكبر من 68 كيلوغرام - فردي |                             |                  | سارة سيادي     |               |